# カリガネソウ
カリガネソウ（雁草、雁金草、学名：Tripora divaricata (Maxim.) P.D.Cantino）は、シソ科に分類される多年草の1種。ホカケソウ（帆掛草）とも呼ばれる。和名は花の形状が雁に似ている草であることに由来する。
かつてはダンギク属（Caryopteris）に分類されていたが、分子系統解析によりこの属は多系統であると分かったため、単型属 Tripora に分離された。

## 分布
東アジア（日本、朝鮮半島、中国）に分布する。
日本では北海道、本州、四国、九州の山地に自生する。

## 特徴
よく日が当たるが乾燥しない場所を好み、夏場に草丈 80cm 前後に生長する。葉は対生し、広卵形で縁にギザギザがある鋸葉である。生長し開花期が近づくと独特の匂いを放つ。
花期は8-9月、葉腋から集散花序を伸ばし、青紫色で球状のつぼみをつけ、上写真のような花を咲かせる。5枚の花弁は凹形で縁がひだ状になり、上に2枚、下左右へは各1枚ずつ大きく広がり、下側の花弁が舌状になり紋様が入る。花柱と雄蘂は花の上に伸び、その先が花の手前に回り込むように垂れる。
ハナバチなどの花粉を媒介する虫が花を訪れると、左右の花弁に脚をかけるようにして留まるが、花に虫の重みが加わると花序が垂れ下がって花が首をもたげるように角度を変え、虫の背中に花粉と柱頭が付いて花粉を付けるとともに受粉する仕掛けになっている。
秋深くになると、萼の中に黒く小さな種子が2-4個ほど結実する。

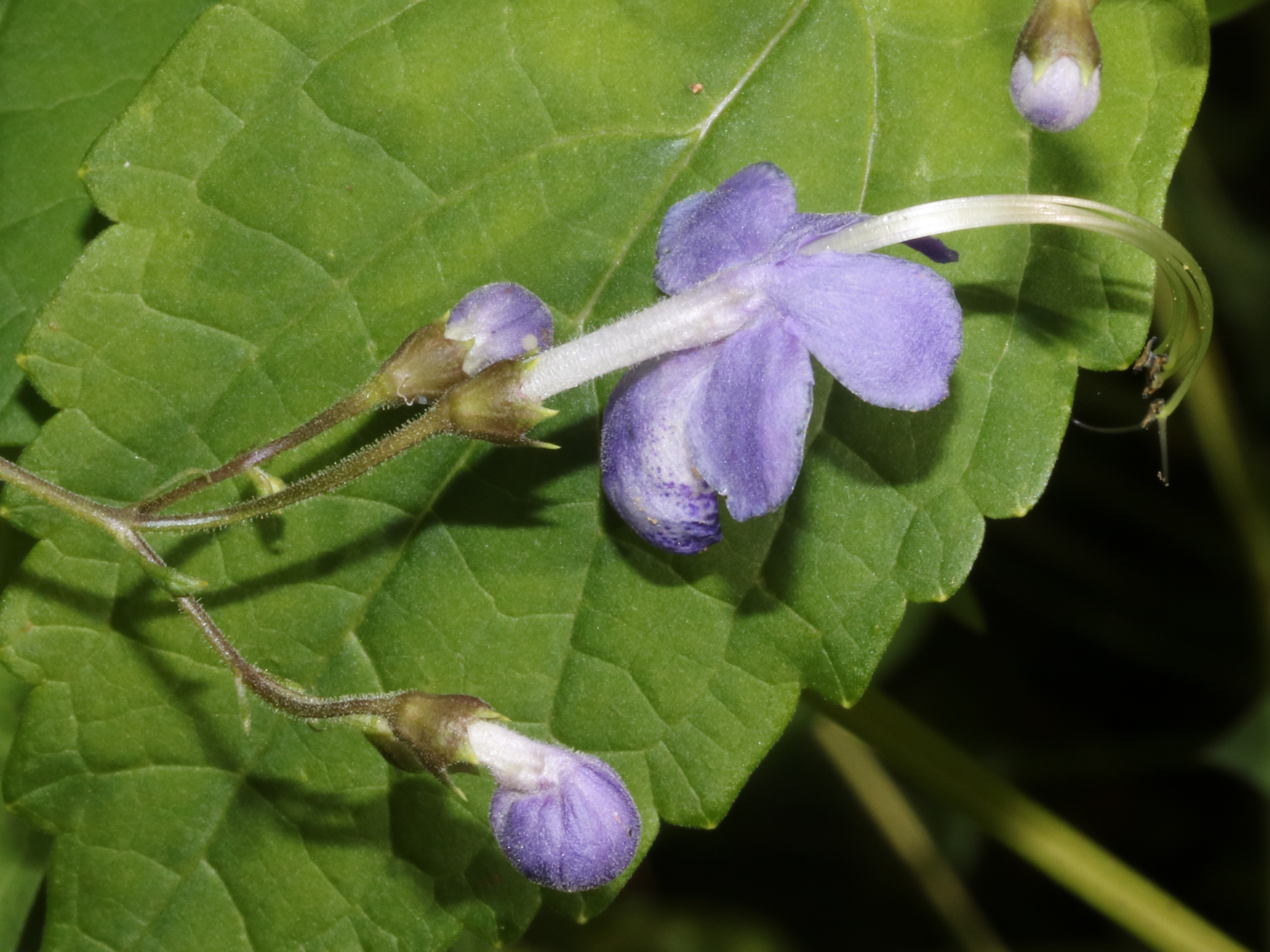
花の背面
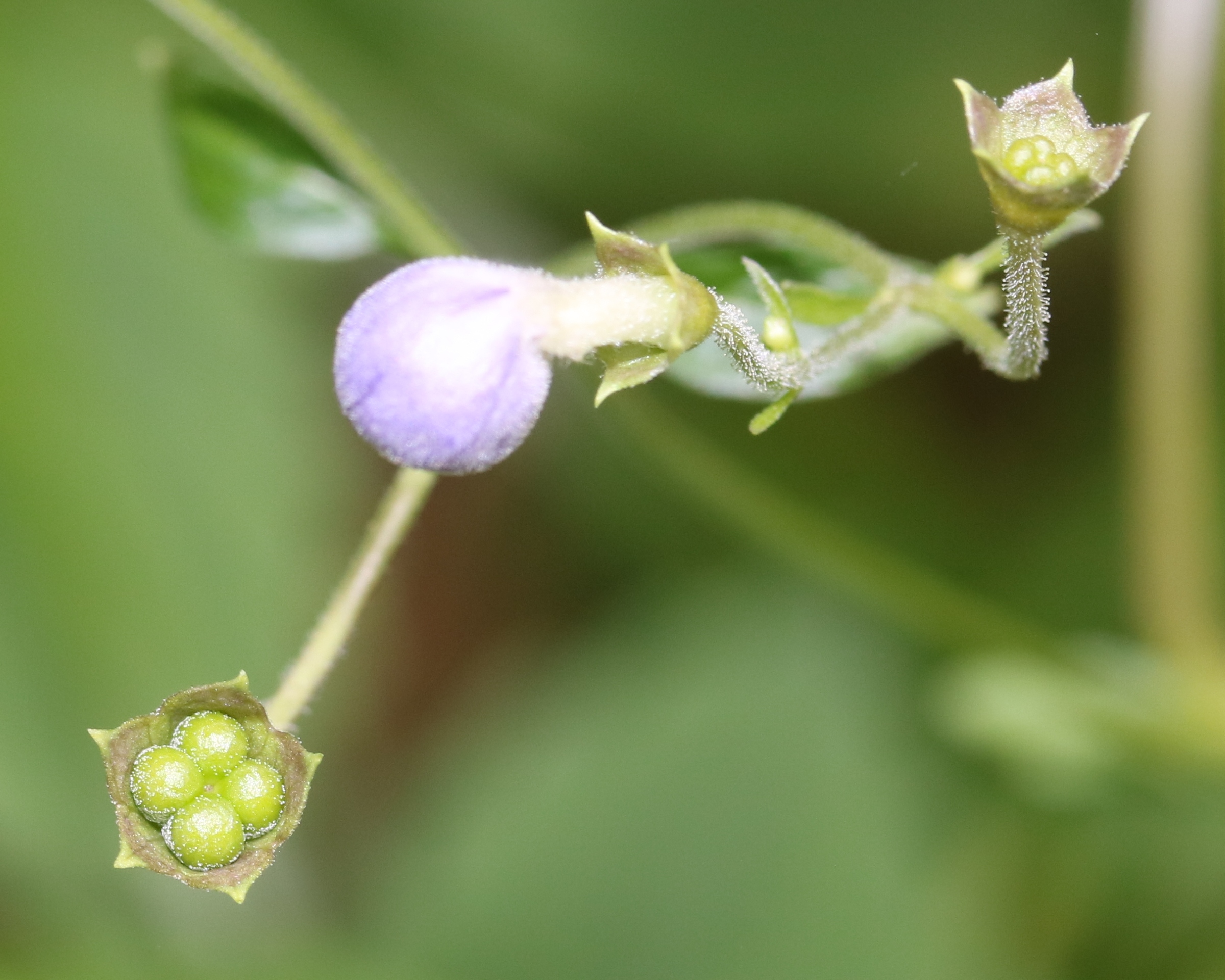
若い種子と蕾
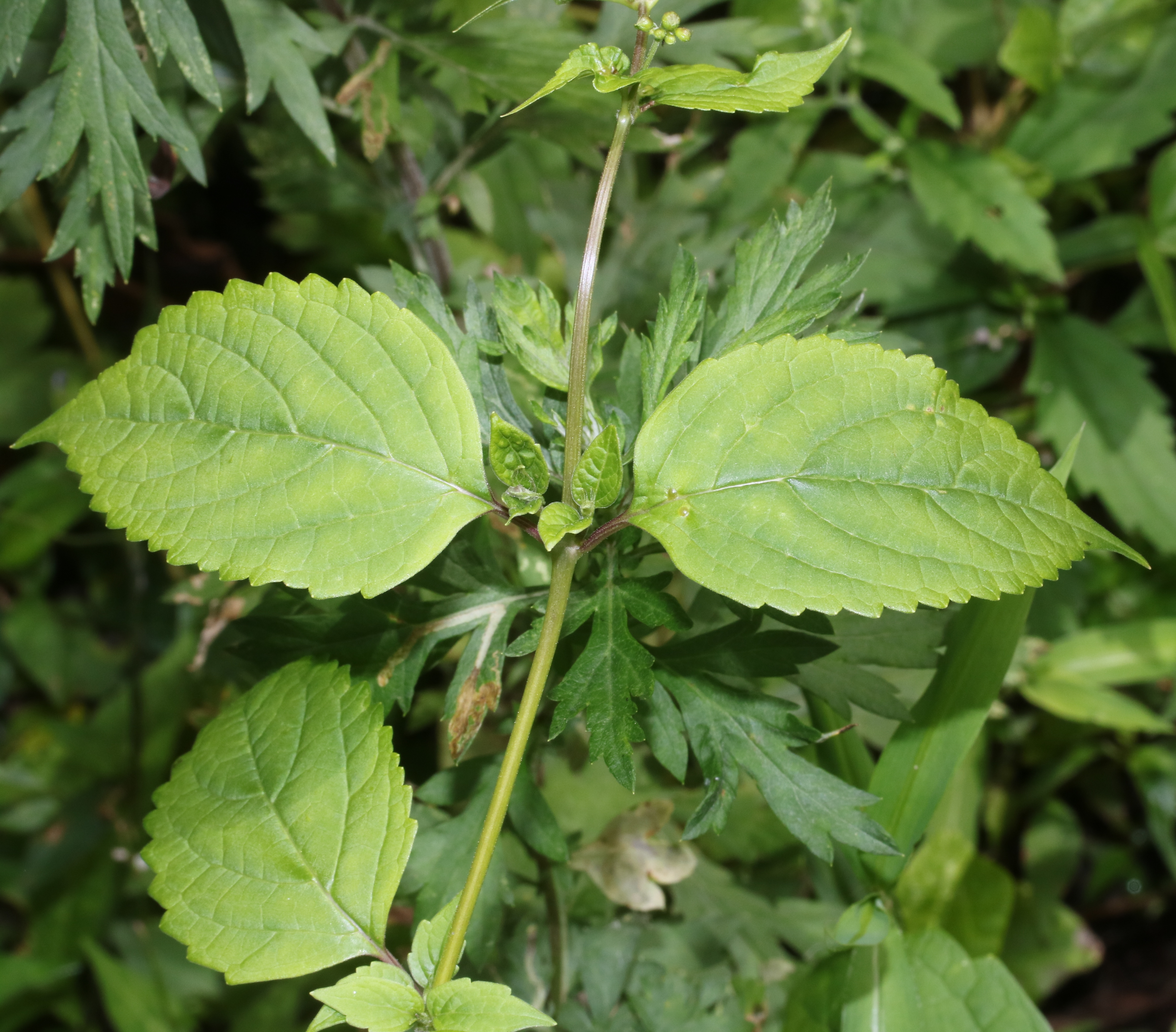
広卵形の対生する葉